# 張素養
張素養（？—？），字存儒，號侗如，福建建宁府建安縣人。明朝政治人物。

## 生平
万历三十四年（1606年）丙午科福建乡试举人，四十一年（1613年）癸丑科進士，授行人，泰昌元年八月考选，授云南道御史，天啓元年八月巡按浙江，三年四月弹劾浙江总镇坐营孙锡爵及升任浙江都司李甘来其贪纵不职，俱革职永不叙用。以推举姚宗文、邵辅忠、刘廷元三人为左副都御史赵南星疏议巡方滥举，被夺俸五月，又免职归。五年，由科臣李鲁生荐举，三月起补云南道御史，九月巡按宣大，疏请免山西灵丘县本年应徵钱粮，以恤灾民。以左都御史刘廷元荐荐其不附时焰，宜亟超擢，以京堂未有实缺，仍照旧管事，候应升之日加职示优。七年请建魏忠贤生祠，八月以殿工加升太仆寺少卿。崇祯元年以阉党被削籍，列名逆案。